# Langenlois
Langenlois – miasto w Austrii, w kraju związkowym Dolna Austria, największe w powiecie Krems-Land. Liczy 7 532 mieszkańców.

## Geografia
Langenlois leży w południowo-wschodniej części regionu Waldviertel. Gleby lessowe przeważające na tym terenie oraz łagodny klimat sprzyjają uprawie wina.

## Loisium

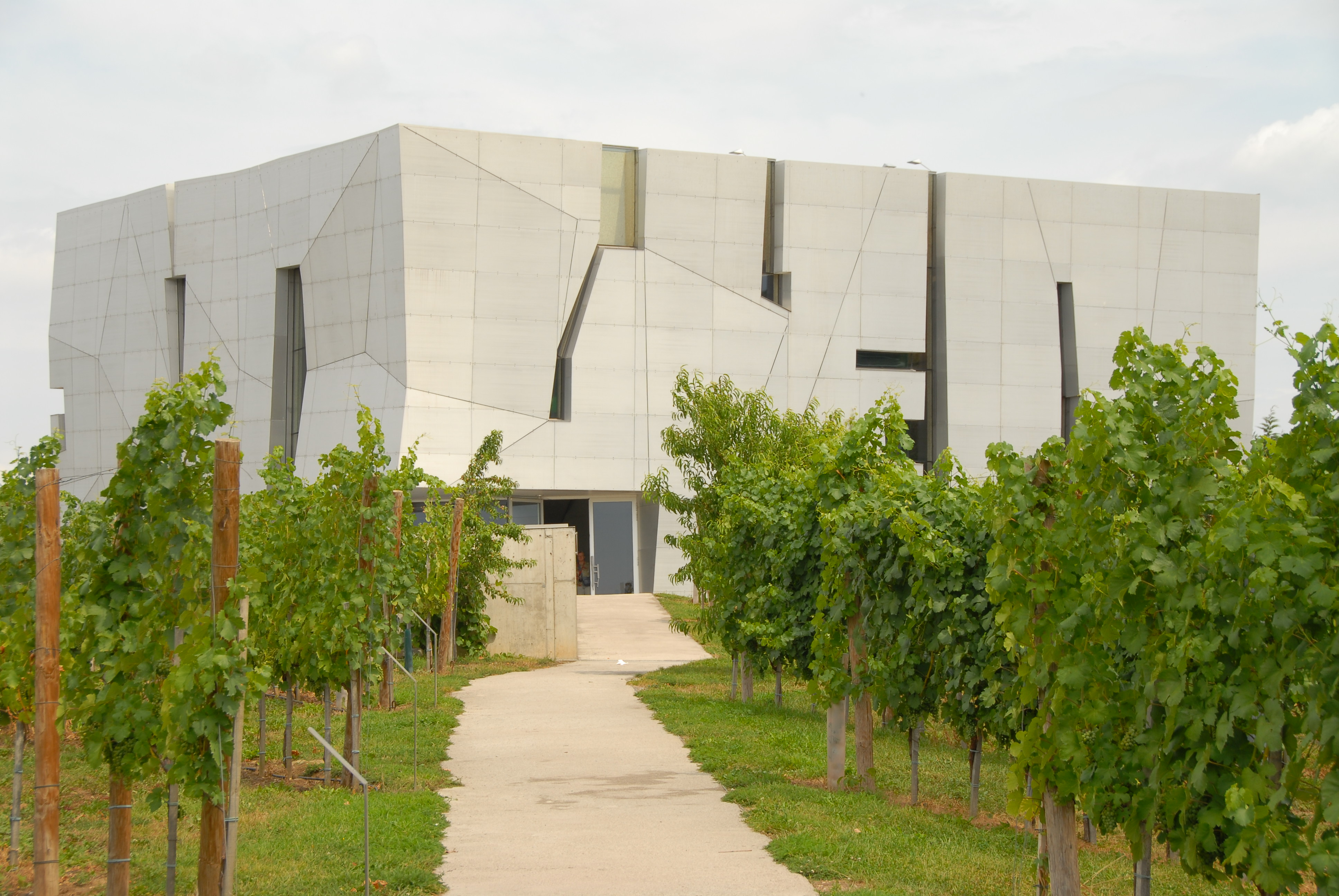
Budynek Loisium

Atrakcją turystyczną miasta jest tzw. LOISIUM zaprojektowane przez współczesnego amerykańskiego architekta Stevena Holla. Jest to centrum propagujące produkcję i sprzedaż lokalnego wina. Znajduje się tam winoteka, sklep oraz wejście do piwnic.

## Współpraca
Miejscowość partnerska:
- Kufstein, Tyrol